# West Philadelphia
West Philadelphia est un quartier de la ville de Philadelphie en Pennsylvanie. Bien qu'il n'existe pas de définition officielle des limites du quartier, on peut dire que West Philadelphia s'étend de la rive ouest de la rivière Schuylkill jusqu'à la City Line Avernue au nord-ouest, la rivière Cobbs Creek au sud-ouest, et par la ligne R3 des SEPTA au sud. West Philadelphia est parfois plus simplement décrite, comme étant la partie de la ville à l'ouest de la rivière Schuylkill; cette définition y inclut donc Southwest Philadelphia et son voisinage.